# Religión en Palmira

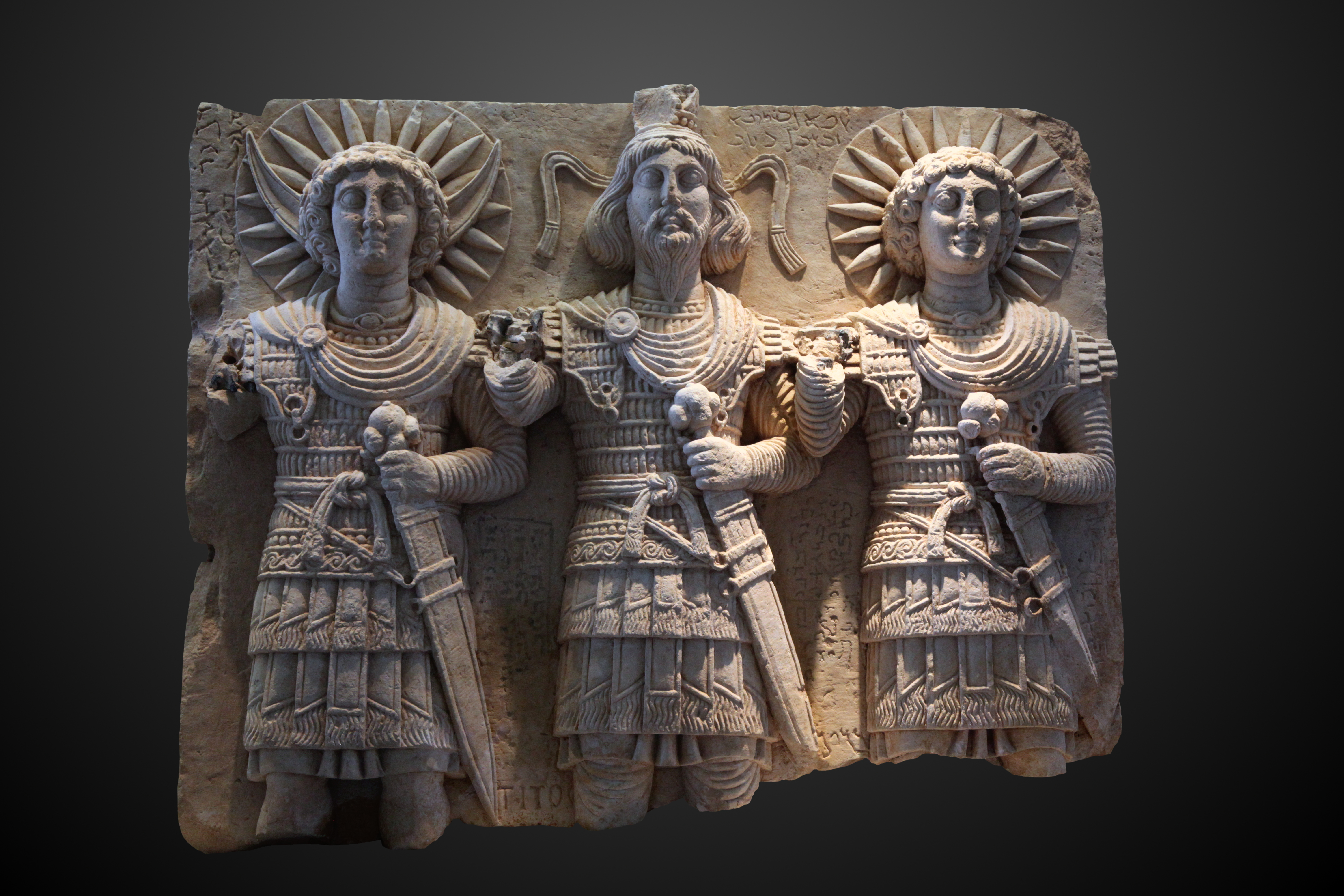
Relieve de tres dioses principales de Palmira de apariencia humana, Baalshamin (centro), Aglibol (izquierda) y Malakbel (derecha).

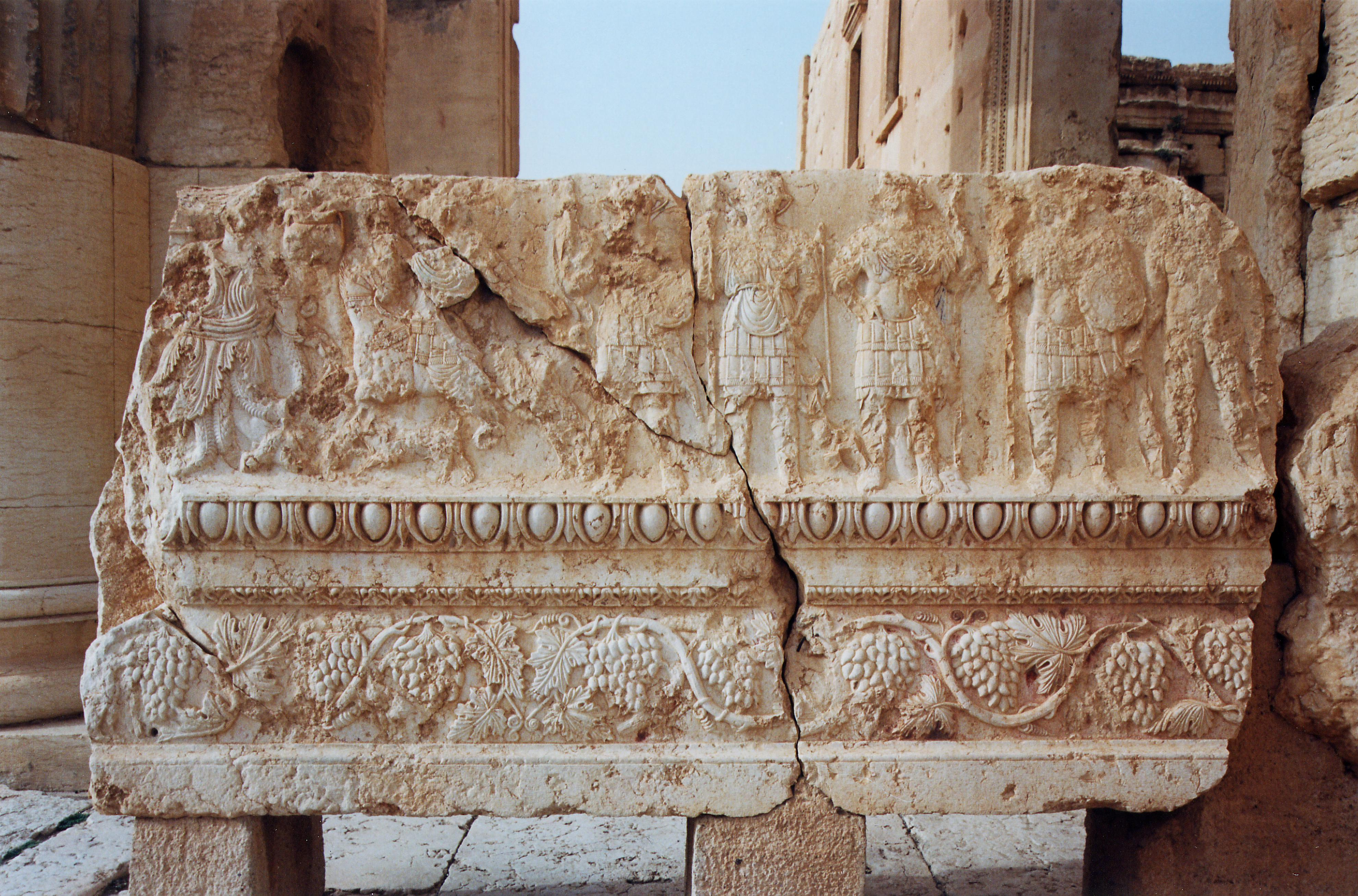
Relieve en el templo de Bel que representa a los dioses de la guerra de los palmiranos.

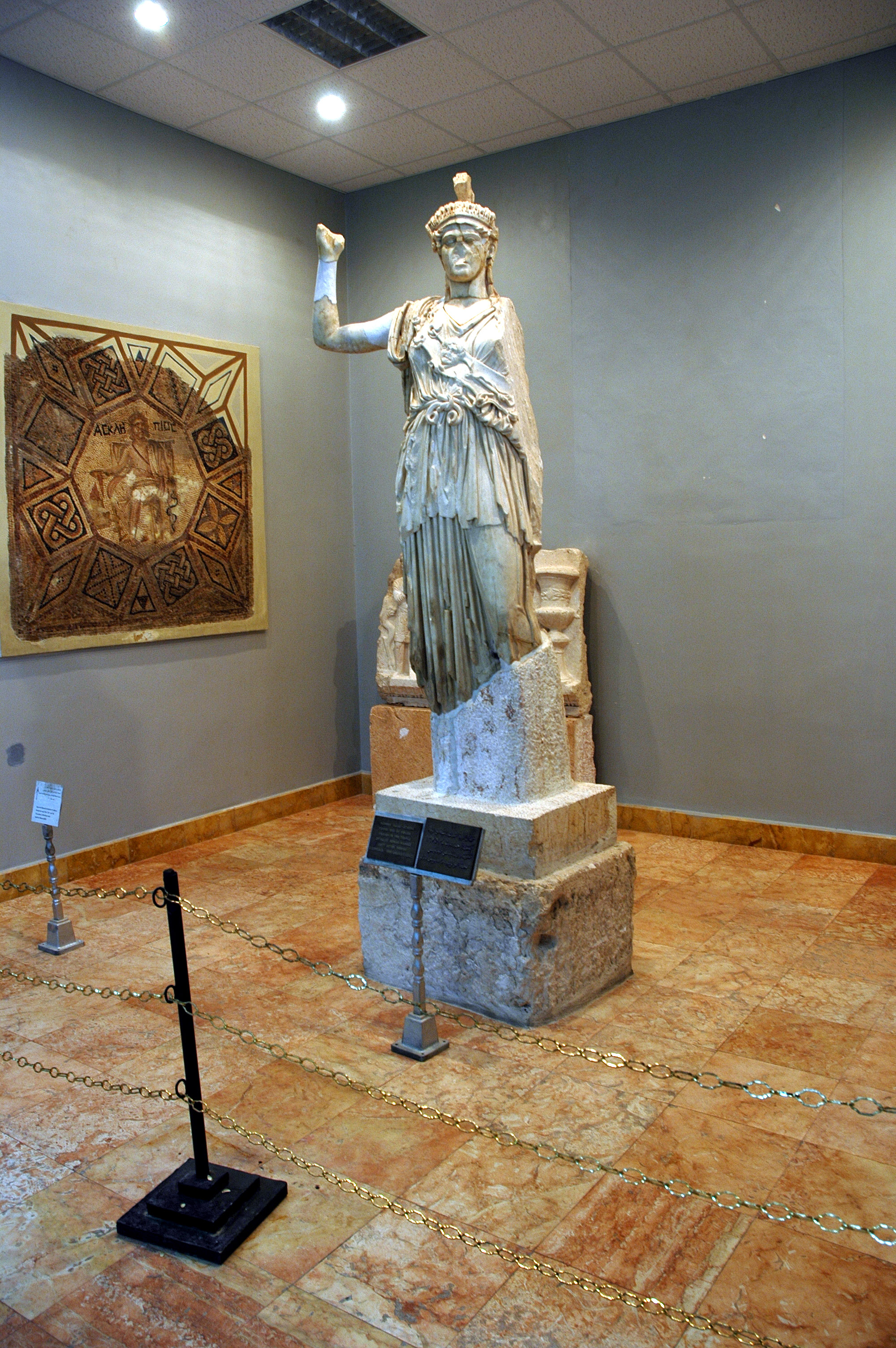
Estatua de Al-lāt (equivalente a Atenea) encontrada en su templo (destruida en 2015).

La religión en Palmira se refiere a la religión que se practicaba en la antigua ciudad caravanera y comercial de Palmira, también denominada Tadmor, situada en un oasis en la zona septentrional del desierto sirio, hoy en la moderna Siria. 
Sus habitantes eran fundamentalmente de origen arameo y árabe. De esta forma, los dioses de Palmira formaban principalmente parte del panteón semítico noroccidental (cananea), con la adición de dioses de los panteones mesopotámico y árabe preislámico. La principal deidad prehelenística de la ciudad se llamaba Bol, una abreviatura de Baal (semítico noroccidental). El culto babilónico de Bel-Marduk influyó en la religión de Palmira y en el 217 a. C., el nombre de la deidad principal se cambió a Bel. Esto no indicaba la sustitución del Bol semítico noroccidental por una deidad mesopotámica, sino que fue un mero cambio de nombre.
En segundo lugar en importancia, después de la deidad suprema, se situaban más de sesenta dioses ancestrales de los clanes de Palmira. Palmira tenía deidades únicas, como el dios de la justicia y guardián de Efqa, Yarhibol, el dios solar Malakbel y el dios lunar Aglibol. También se adoraban deidades regionales, incluidos los grandes dioses levantinos Astarté, Baal-hamon, Baalshamin y Atargatis; los dioses babilónicos Nabu y Nergal, y los árabes Azizos, Arsu, Šams y Al-lāt.
Las deidades adoradas en el campo se representaban como jinetes sobre camellos o caballos y llevaban nombres árabes. La naturaleza de esas deidades es incierta ya que solo se conocen sus nombres, el más importante, el dios Abgal. El panteón de Palmira incluía los ginnaye (a algunos se les dio la designación de 'Gad'), un grupo de deidades menores populares en el campo, que eran similares a los yinn árabes y al genio romano. Se creía que los ginnaye tenían la apariencia y el comportamiento de los humanos, similar a los genios árabes (yinn). Sin embargo, a diferencia de los genios, los ginnaye no podían poseer ni dañar a los humanos. Su papel era similar al del genio romano: deidades tutelares que protegían a las personas y a sus caravanas, ganado y aldeas.
Aunque los palmiranos adoraban a sus deidades como propios, algunos estaban asociados con otros dioses. Bel tenía a Astarté-Belti como su consorte y formaba una tríada con Aglibol y Yarhibol (que se convirtió en un dios solar en su asociación con Bel). Malakbel formaba parte de muchas asociaciones, emparejándose con Gad Taimi y Aglibol, y formaba una tríada con Baalshamin y Aglibol. Palmira acogió un Akitu (fiesta de primavera) cada nisán. Cada uno de los cuatro barrios de la ciudad, en correspondencia con su división en cuatro tribus, tenía un santuario que llevaba el nombre del ancestro	de la tribu: Beni Mitha, Beni Majabol, Beni	Maazin	y Beni Komaré. El santuario de Malakbel y Aglibol estaba en el barrio de Komaré. El santuario de Baalshamin estaba en el barrio de Maazin, el santuario de Arsu en el barrio de Majabol (o Mattabol), y el santuario de Atargatis en el barrio de la cuarta tribu, Mitha.

## Sacerdocio
Los sacerdotes de Palmira eran seleccionados entre las principales familias de la ciudad, y se les reconocen en los bustos por sus tocados que tienen forma de polos adornados con corona de laurel u otros árboles hechos en bronce, entre otros elementos. El sumo sacerdote del templo de Bel era la máxima autoridad religiosa y encabezaba el clero de sacerdotes que estaban organizados en collegia, cada uno encabezado por un alto sacerdote. El personal del santuario del manantial de Efqa dedicado a Yarhibol pertenecía a una clase especial de sacerdotes oraculares.
El templo de Bel (en árabe, معبد بل) fue una antigua construcción de piedra en ruinas ubicada en Palmira, Siria. El templo, consagrado al dios semita Bel (adorado en Palmira junto al dios lunar Aglibol y al dios solar Yarhibol) conformaba el centro de la vida religiosa en Palmira y fue erigido en el año 32 d. C. Aedeen Cremin consideraba que estas ruinas eran las que estaban mejor conservadas de Palmira.
 
Las ruinas del templo fueron destruidas por el Estado Islámico en agosto del 2015.

## Cristianismo
El paganismo de Palmira fue reemplazado por el cristianismo cuando esta religión se extendió por todo el Imperio romano, y en el año 325 se relata que había un obispo en la ciudad. Aunque la mayoría de los templos se convirtieron en iglesias, el templo de Al-lāt fue destruido en 385 por orden de Materno Cinegio (prefecto del pretorio oriental). Después de la conquista musulmana en 634, el islam reemplazó gradualmente al cristianismo, y el último obispo conocido de Palmira fue consagrado después de 818.

## Malakbel y el Sol Invictus romano

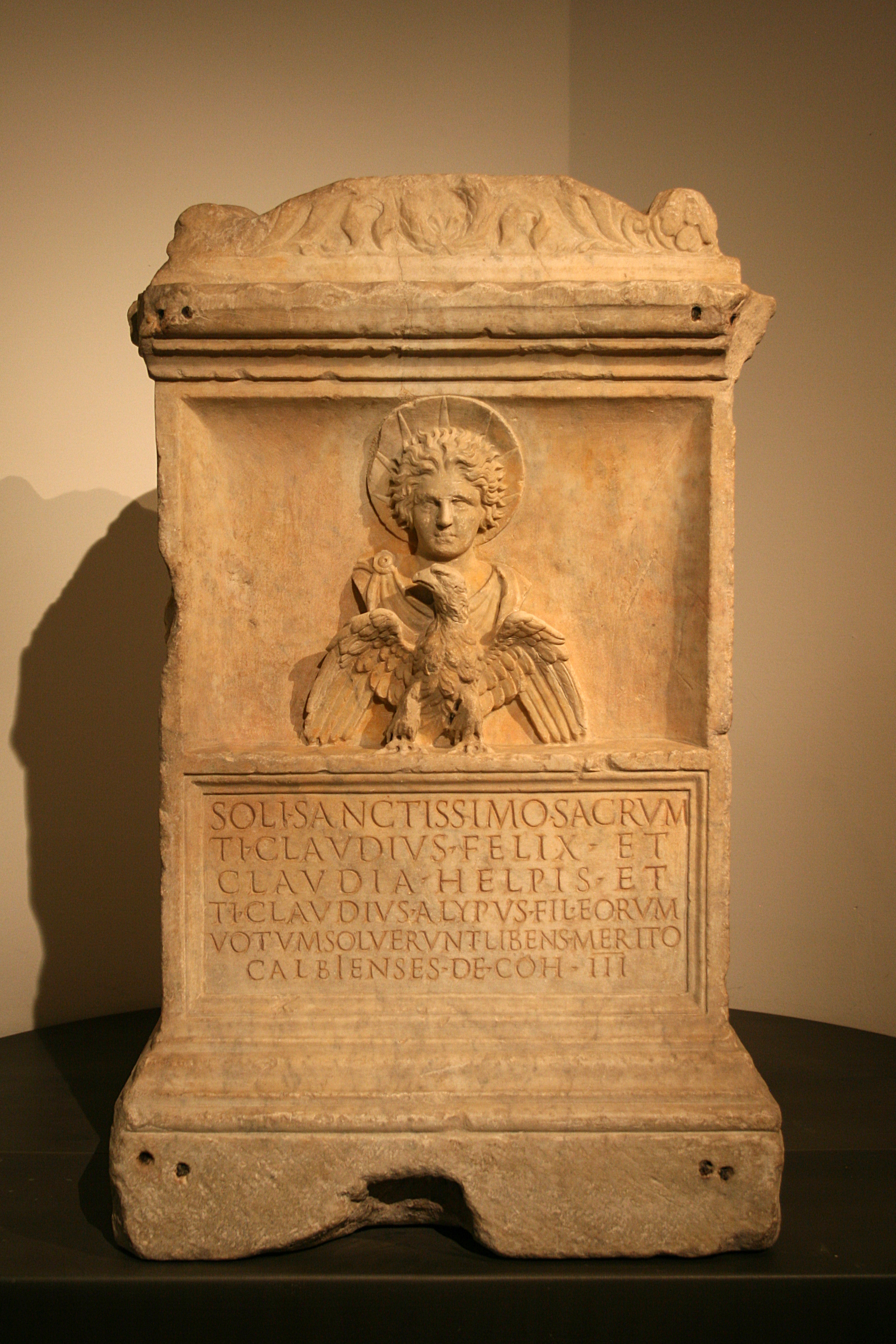
Altar encontrado en Trastevere dedicado a Malakbel con el epíteto Sol Sanctissimus.

En 274, después de su victoria sobre Palmira, Aureliano dedicó un gran templo a Sol Invictus en Roma. La mayoría de los académicos consideran que el Sol Invictus de Aureliano es de origen sirio, ya sea una continuación del culto del emperador Heliogábalo al Sol Invictus Heliogábalo, o a Malakbel de Palmira. La deidad de Palmira se identificaba comúnmente con el dios romano Sol y tenía un templo dedicado a él en la margen derecha del Tíber desde el siglo II. También llevaba el epíteto Invictus y era conocido con el nombre de Sol 'Sanctissimus', este último, un epíteto que llevaba Aureliano en una inscripción de Capena.
La posición de la deidad de Palmira como Sol Invictus de Aureliano se infiere de un pasaje del historiador Zósimo que dice: 'y el magnífico templo del sol, él (es decir, Aureliano) embelleció con regalos votivos de Palmira, erigiendo estatuas de Helios y de Bel'. Tres deidades de Palmira ejemplifican las características solares: Malakbel, Yarhibol y Šams, de ahí la identificación del palmirano Helios que aparece en el trabajo de Zósimo con Malakbel. Algunos estudiosos critican la noción de identificación de Malakbel con Sol Invictus; según Gaston Halsberghe, el culto de Malakbel era demasiado local para que se convirtiera en un dios imperial romano y la restauración del templo de Bel y los sacrificios dedicados a Malakbel por parte de Aureliano fueron un signo de su apego al dios sol en general y su respeto por sus muchas formas en que se adoraba a la deidad. Richard Stoneman sugirió otro enfoque en el que Aureliano simplemente tomó prestadas las imágenes de Malakbel para realzar su propia deidad solar. Sin embargo, la relación entre Malakbel y Sol Invictus no puede confirmarse por ahora, y probablemente seguirá sin resolverse.